# Nicolaus (California)
Nicolaus es un lugar designado por el censo ubicado en el condado de Sutter en el estado estadounidense de California. En el año 2010 tenía una población de 211 habitantes.

## Geografía
Nicolaus se encuentra ubicado en las coordenadas 38°53′53.12″N 121°34′22.35″O / 38.8980889, -121.5728750.